# حجت‌آباد (اسماعیلی)
حجت‌آباد یک روستا در ایران است که در دهستان اسماعیلی شهرستان عنبرآباد واقع شده‌است.